# 幻戯書房
幻戯書房（げんきしょぼう）は、本社を東京都千代田区におく、文芸書を中心とした日本の出版社である。

## 概要
2002年2月7日、歌人・小説家の辺見じゅんが有限会社として設立した。社名は、辺見の父で角川書店の創業者である角川源義が自宅を、自分の名前の音読み「げんぎ」から「幻戯山房」と呼んでいたことに由来する。
2011年の辺見の死去後の代表は田尻勉。2012年10月1日より株式会社化した。
海外文学の叢書としては「ルリユール叢書」がある。